# Aneta Figiel
Aneta Figiel (Włocławek, 2 juni 1980) is een Poolse zangeres en theateractrice. In 2010 deed ze mee aan de Poolse voorrondes voor het Eurovisiesongfestival van 2010. Ze eindigde op de vierde plaats.

## Discografie

### Singles
| Jaar | Titel            | Album  | Opmerkingen                                                                |
| ---- | ---------------- | ------ | -------------------------------------------------------------------------- |
| 2010 | Myśl o Tobie     | n.n.b. | Gebruikt voor de Poolse voorrondes van het Eurovisiesongfestival van 2010. |
| 2010 | Równowaga ciał   | n.n.b. |                                                                            |
| 2010 | Wszystkie chwile | n.n.b. |                                                                            |

- Virtual International Authority File: 301501116